# Fritz Lampl
Fritz Lampl (geboren am 28. September 1892 in Wien, Österreich-Ungarn; gestorben am 5. März 1955 in London) war ein österreichischer Schriftsteller und Glaskünstler.

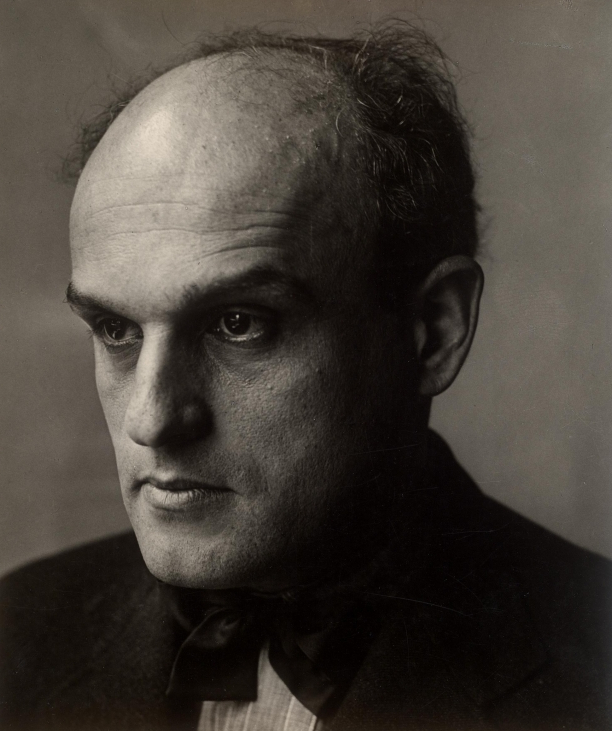
Aufnahme von Ludwig Schwab aus den 1930er Jahren

## Leben
Der aus dem jüdischen Großbürgertum Wiens stammende Lampl veröffentlichte seine ersten Gedichte ab 1912 in Ludwig von Fickers Zeitschrift Der Brenner und in Hermann Meisters Saturn. Meister verlegte auch weitere Werke Lampls.
Da zwei seiner älteren Brüder im Ersten Weltkrieg bereits gefallen waren, musste Lampl nicht einrücken und arbeitete wie zahlreiche andere Schriftstellerkollegen im Wiener Kriegspressequartier. Dort wurde er mit Albert Ehrenstein und Franz Werfel bekannt, mit denen zusammen er nach Kriegsende die expressionistische Zeitschrift Der Daimon herausgab und 1919 den kurzlebigen Genossenschaftsverlag gründete. Ein erster Sammelband von Gedichten aus den Jahren 1912 bis 1914 erschien 1920 im E. P. Tal-Verlag, in dem Lampl bis 1923 auch als Lektor arbeitete. Außerdem gab er Anfang der 1920er Jahre die Werke befreundeter Schriftsteller heraus, namentlich Otfried Krzyzanowskis, Isidor Quartners und Robert Zellermayers.
Während des Krieges hatte er die Bekanntschaft von Hilde Berger gemacht. Nach Ende des Krieges heiratete er sie. Zusammen mit Hildes Brüdern Josef und Artur Berger, zwei hochbegabten Architekten und Designern, eröffnete Lampl 1923 die Bimini-Werkstätten, eine binnen weniger Jahre weit über Wien hinaus bekannte künstlerische Glasmanufaktur. Anregung für die Gründung war eine Berliner Ausstellung der Glaskünstlerin Marianna von Allesch gewesen, die Lampl besucht hatte und deren Werke ihm als „gefrorene Poesie“ erschienen. In den Bimini-Werkstätten wurden fortan von angestellten Glasbläsern nach Entwürfen von Lampl und den Gebrüdern Berger vor allem abstrakte Glasfigurinen in schlichten und eleganten Formen, meist ein- oder höchstens zweifarbig, aus opakem Glas hergestellt. Der Name Bimini stammt aus einer späten, Fragment gebliebenen Verserzählung von Heinrich Heine über eine Fahrt zu der sagenhaften Karibikinsel Bimini, wo Juan Ponce de León den Jungbrunnen gesucht haben soll.
Lampl schrieb während der folgenden Jahre florierender Glasproduktion weiter Gedichte, und wenn die Werkstätte abends schloss, öffnete ein literarischer Treffpunkt im Empfangsraum der Firma, der den Zwölftonkomponisten Josef Matthias Hauer, den Architekten und Möbeldesigner Paul Engelmann und dessen Freund, den Philosophen Ludwig Wittgenstein, zu seinen Gästen zählte. Das Aufkommen des Nationalsozialismus zwang Lampl und die Gebrüder Berger jedoch in die Emigration. Josef Berger emigrierte 1936 nach England, sein Bruder Artur nach Russland und Lampl ging 1938 auch nach England, wo er erneut eine Glasproduktion einrichtete, die er nun – wiederum mit Bezug auf eine magische Insel aus einem Gedicht, diesmal von Mörike – wegen markenrechtlicher Probleme Orplid nannte. Da die Produkte aus der Hand Lampls und Bergers von denen zahlreicher Nachahmer oft nur schwer unterscheidbar sind, ist Bimini & Orplid inzwischen oft eine generische Bezeichnung für Glaskunst in diesem bestimmten Stil.
1940 wurde Lampl allerdings als „feindlicher Ausländer“ interniert. Nach seiner Entlassung fand er die Produktionsstätte von deutschen Bomben zerstört.
Die in der Folge eingeschränkten Produktionsbedingungen im Wohnungssouterrain einerseits und andererseits der Wunsch, möglichst viele handwerklich eher ungebildete Freunde im englischen Exil beschäftigen zu können, führten dazu, dass man auf die Herstellung dekorativer Knöpfe aus Glas und von Glasköpfen für Hutnadeln umstellte.
Mit 62 Jahren starb Lampl 1955 in London. Sein Nachlass befindet sich in der Österreichischen Nationalbibliothek.

## Werke
- Gedichte. Leipzig/Wien 1920.
- Flucht. Komödie in drei Akten. Wien/Leipzig 1920. (Neudruck Nendeln 1973)
- Sklaven der Freiheit. Novellen und Märchen. Heidelberg/Leipzig 1925. (2. Aufl. Heidelberg 1946)
- 12 Gedichte. Wien 1936.
- Gesang der Stille. Gedichte. Heidelberg 1947.

Herausgabe
- Daimon. Eine Monatsschrift. Wien 1918, ZDB-ID 2518754-5.
- Der neue Daimon. Wien 1919, ZDB-ID 2518755-7.
- Robert Zellermayer: Erzählungen aus dem Nachlaß. 1920.
- Isidor Quartner: Gedichte aus dem Nachlaß. 1920.